# 于山补山精舍
十九路军策划“福建事变”会议旧址——于山补山精舍，位于中国福建省福州市鼓楼区于山，为一个省级文物保护单位，类型为古建筑及历史纪念建筑物，为第三批福建省文物保护单位，公布时间为1991年4月17日。
于山补山精舍的历史年代为1933年。